# Єгоров Григорій Антонович
Григорій Антонович Єгоров (26.11.1891 с. Камаєвка, Саратовська губернія, сьогодні Лопатинський район Пензенської області) — журналіст, організатор мордовського національного друкарства.

## Біографія
Народився 26 листопада 1891 року в селі Камаєвка, Саратовської губернії, сьогодні Лопатинський район Пензенської області. В 1910 році екстерном склав екзамени на звання вчителя, і почав вчителювати в сільській школі. Був учасником Першої світової війни, та громадянської війни. З 1923 по 1927 роки працював у комуністичній партії, організував у районній газеті випуск ерзянською мовою. З 1927 року працював у редакції газети «Якстере теште» («Червона зірка»). Переклав ерзянською мовою твори М. В. Гоголя та А. М. Горького. Помер у Тирасполі 24 червня 1963 року.